# ウェールズの旗
ウェールズの旗（ウェールズのはた）は、ウェールズ語で赤い竜（Y Ddraig Goch、ア・ドライグ・ゴッホ）と呼ばれ、白と緑の二色の旗の上にウェールズの象徴である「赤い竜」を描いている。紋章学でいうところのチャージ（シールド上に描かれた動物などの図）すべてに関していえることだが、この旗のドラゴンも正確な描き方は標準化されていないため、右の図以外のドラゴンの描き方もありうる。

## 沿革
赤い竜の旗がウェールズの国旗として公式に認定されたのは1959年のことである。ウェールズでは、現在も使われている国旗としてはこの旗がスコットランドの国旗と並び世界最古のものだという主張がされることもあるが、いつからウェールズが赤い竜を象徴としたのかについては歴史記録だけでなく神話においても不明である。ありうる起源としては、古代ローマ人がブリテンを征服した際に、騎兵の象徴であるドラコ（Draco、ラテン語で竜のこと、ローマ人はダキア人やパルティア人から取り入れたと考えられている）を描いた軍旗もともにブリテンへと渡り、現在ウェールズとなっている地域に持ち込まれたことが考えられる。一方、白と緑の水平のストライプは、1485年から1603年までイングランドの君主となったウェールズ系のテューダー家が付け加えたものである。緑と白は、ウェールズのもう一つの象徴であるリーキ（西洋ねぎ）の色でもある。

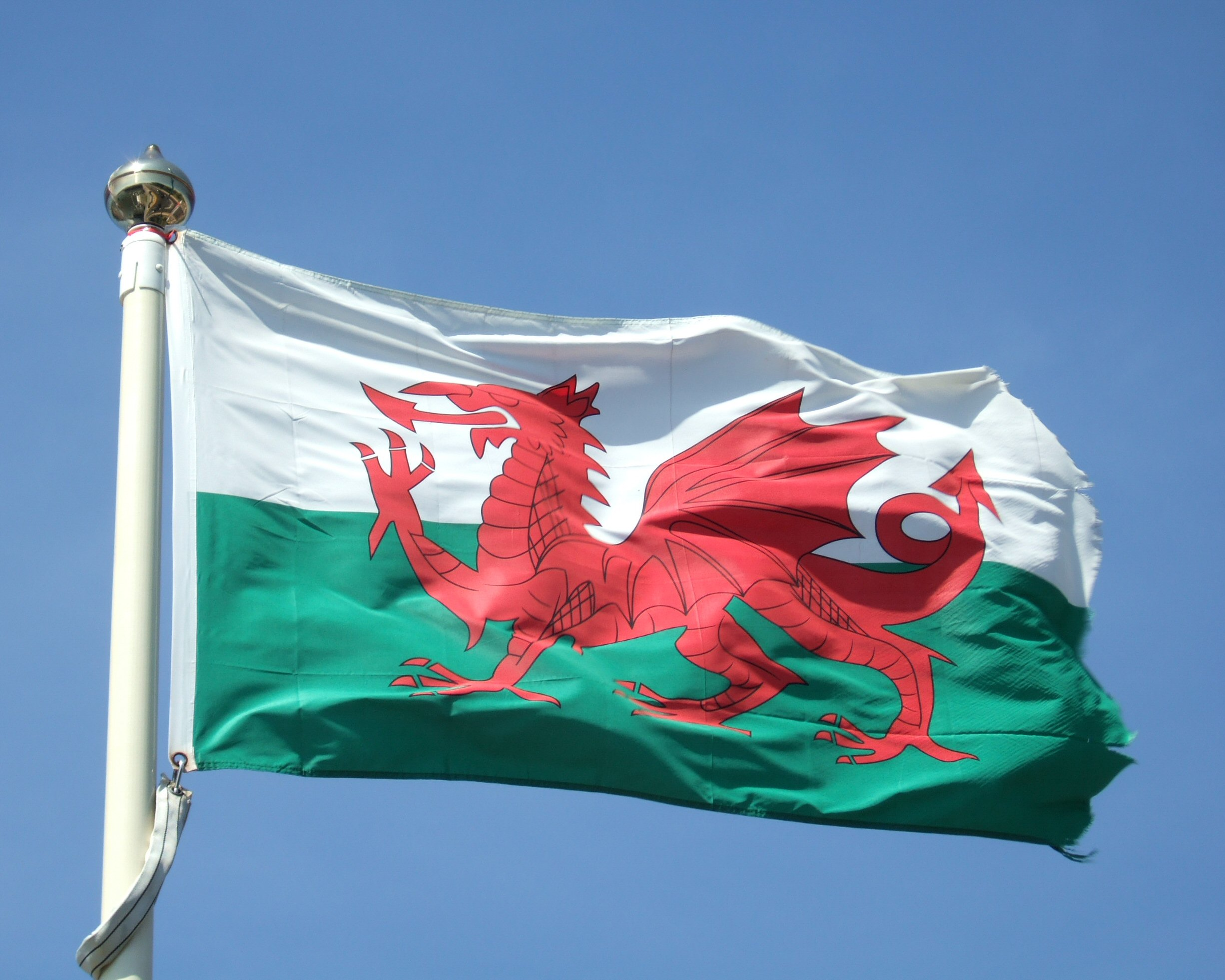
掲揚されるウェールズの旗

ウェールズの象徴としてドラゴンを用いたと解釈しうる最古の例は、9世紀前半に書かれた歴史書『ブリトン人の歴史』でそれぞれブリトン人とサクソン人を象徴する2頭のドラゴンが登場する場面である。しかし一般にはアーサー王ほかケルト人・ローマ系ブリトン人の古代の王たちが旗印としてドラゴンを用いたという説に人気がある。ウェールズの古い叙事詩では、655年頃から682年までのグウィネッズの王カドワラドルとドラゴンが結びついている。
その他、赤い竜にはウェールズの多くの伝説がからんでいる。特に有名なものは魔術師マーリンによる赤い竜と白い竜の戦いの予言であろう。彼の予言では二匹の竜が長い戦いをし、最初は白い竜が優勢だが最後は赤い竜が勝つという。この最後の勝利とログレス王国の奪還は「約束された息子」（Y Mab Darogan）によりもたらされるという。これは5世紀から6世紀の、ブリテン島に侵入したサクソン人とケルト人（後のウェールズ人）との戦いを象徴するとされ、「約束された息子」が赤い竜たるケルト人を勝利に導き、白い竜たるサクソン人をブリテンから追い出すと信じられた。このマーリンの予言は古くはジェフリー・オブ・モンマスの偽史書『ブリタニア列王史』（12世紀）に語られており、類似のエピソードは前述の『ブリトン人の歴史』（9世紀）にもみられる。
中世にはウェールズの象徴とされていた赤い竜は、テューダー朝（1485年 - 1603年）の紋章の一部にも使われたが、人々にとってはウェールズ政庁の行政を象徴するものであり、ウェールズ人の象徴とはみなされなかった。18世紀にはウェールズ公のダチョウの羽根3本が最も一般的なウェールズの象徴であり、赤い竜が使われることはほとんどなかった。赤い竜が復活したのは1807年に作られたウェールズのロイヤル・バッジにおいてである。以後、赤い竜は19世紀のウェールズ人クラブなどでバッジや旗に使われるようになり、20世紀に入ってから3本の羽根に代わってウェールズの象徴としての地位を確立した。1953年にウェールズのロイヤル・バッジにモットーが加えられ、1959年に現行の旗が作られた。

ウェールズの旗
ウェールズのロイヤル・バッジ 1807年–1953年
ウェールズのロイヤル・バッジ 1953年–1959年
ウェールズの旗 1959年-現在

## 使用
現在、ウェールズの旗は、カーディフのウェールズ議会ビル、ロンドンのホワイトホールにあるウェールズ省に毎日掲揚されている。
ウェールズ国旗は、連合王国を構成する国の国旗のうち、唯一ユニオンフラッグ（ユニオンジャック、イギリスの国旗）の中に使われていない。ウェールズは1282年にイングランド王エドワード1世によりイングランドに併合され、イングランドおよびウェールズは同一の法律（英国法）の適用される単一国家としたウェールズ合同法が1536年から1543年にかけて議会を通過したため、ウェールズはイングランドの一部となってしまった。ユニオン・フラッグはイングランド・スコットランド同君連合成立後の1606年に制定されたため、この時点ではすでにウェールズは存在していない。
イングランド・スコットランド・アイルランドの旗が組み合わされたユニオンフラッグに、ウェールズの象徴である赤い竜か、あるいは聖デイヴィッドの旗（黒地に黄色い十字）を組み合わせようという提案はあったが、イギリスでは議論が盛り上がっていない。
代表例としては、2007年11月27日のイギリス庶民院での庶民院議員イアン・ルーカス（ウェールズ選出・労働党）と文化担当閣外相マーガレット・ホッジとの、イギリスの国旗にウェールズの旗の意匠を取り入れるべきだとのやり取りが挙げられる。この主張に対し、『デイリー・テレグラフ』がウェールズの意匠を取り入れた旗の試案を募集したところ、首相ゴードン・ブラウンの顔と竜とを組み合わせたり、欧州連合の旗を組み合わせたりと、英国民からブラックユーモアに富んだ作品が多く投稿された。英国内だけでなく、日本からも複数の作品が投稿され他の意匠とともに掲載された。その後の投票によると、1位はノルウェー人からの投稿作品、2位は日本からの投稿作品となったが、そのどちらもが日本のアニメーションを題材とした作品だった。
2007年には元クラブDJ・作曲家でキリスト教右派政党ウェールズ・キリスト教徒党の創始者ジョージ・ハーグリーヴスがウェールズ議会選で、当選の際には現行の赤い竜の国旗をやめて聖デイヴィッドの旗に変えると発言した。彼はドラゴンを、ヨハネの黙示録12章3節に描かれている通りまさに悪魔のシンボルであると述べたが、黙示録の当該部分には「赤い竜には7つの頭と10の角、頭に7つの冠を載せている」と書かれており、ウェールズの国旗の竜には角も冠もない。この竜（黙示録の獣）はエデンの園でイブをそそのかしたサタンの化身であって、ウェールズのレッド・ドラゴンとは何も関係が無い。なお、ウェールズ・キリスト教徒党はこの選挙で無議席という結果になった。

## その他のウェールズの旗

ウェールズの旗（他のバージョン）
ルウェリン・アプ・グリフィズ（末代公ルウェリン）の旗。イギリスに併合される前の最後のウェールズ公
ウェールズの守護聖人、聖デイヴィッドの旗